# 成都吻鰕虎魚
成都吻鰕虎魚（学名：Rhinogobius chengtuensis）为鰕虎魚科吻鰕虎魚屬的鱼类，俗名成都栉鰕虎魚，是中国的特有物种。分布于岷江水系等，常生活于流水的溪河中以及多在乱石、卵石间。

## 扩展阅读
維基物種上的相關：成都吻鰕虎魚